# Rudolf Waldbott von Bassenheim
Johann Maria Rudolf Reichsgraf Waldbott von Bassenheim (* 29. Juni 1731; † 15. Februar 1805) war ein deutscher regierender Graf und Reichskammergerichtspräsident.

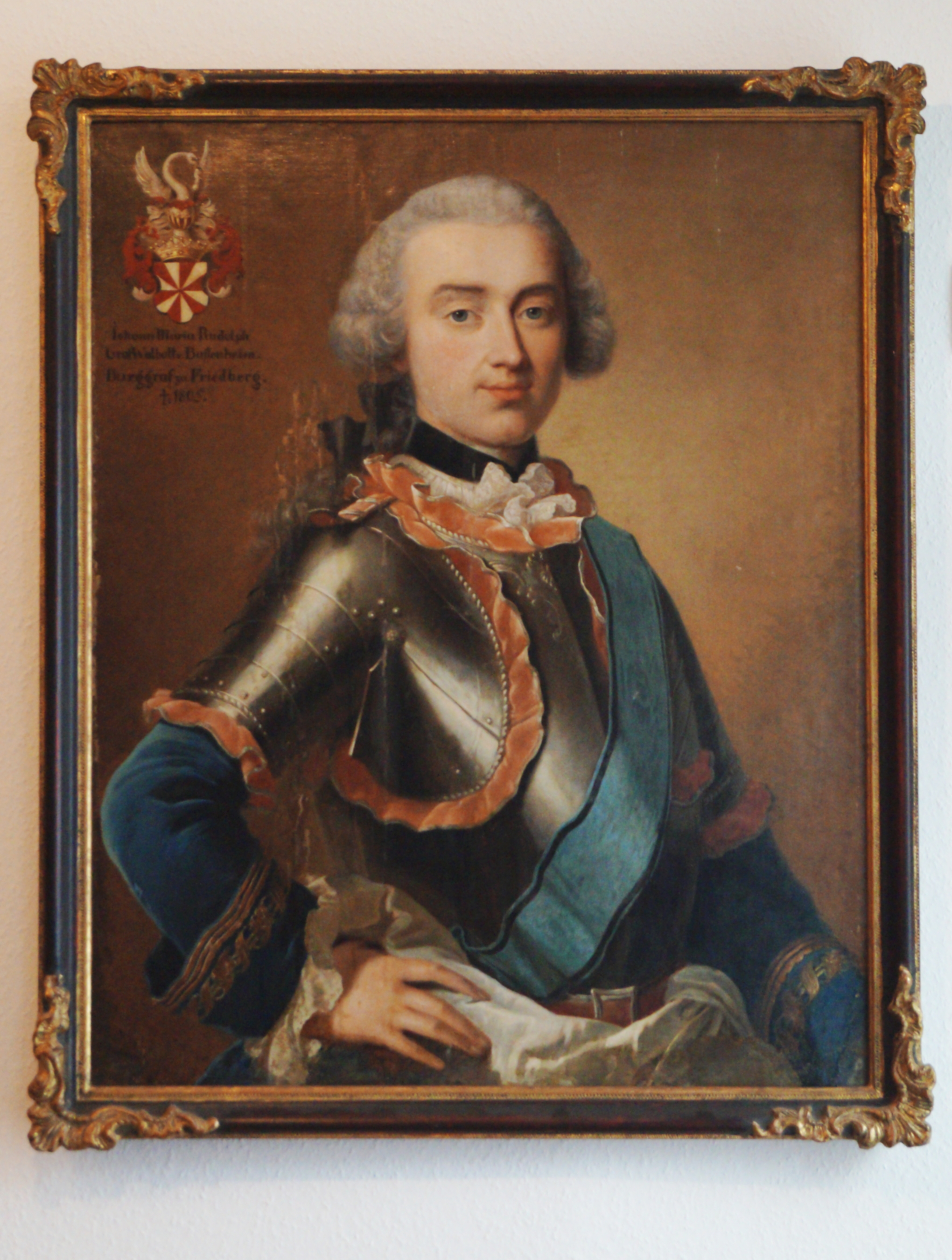
Porträt Rudolfs Waldbott von Bassenheim unter den Friedberger Burggrafen im Wetterau-Museum

## Familie
Er entstammte dem Geschlecht derer Waldbott von Bassenheim und war der Sohn des kaiserlichen Reichshofrats und Kurmainzer Erbschenken Rudolf Johann Reichsgraf Waldbott von Bassenheim (* 1686; † 29. Januar 1731) und dessen Ehefrau Maria Antonia Franziska geborene von Ostein (1710–1778), Tochter des Kurmainzer Geheimen Rats und Oberamtmanns zu Amorbach, Johann Franz Sebastian Graf von Ostein (1652–1718).
Sein Onkel, der Mainzer Kurfürst Johann Friedrich Karl von Ostein, hatte für seine früh verwitwete Schwester, die Rudolfs Mutter war, den Bassenheimer Hof als Witwensitz erbauen lassen.
Rudolf heiratete in erster Ehe Eleonore Walburgis Erneste Freiin von Hoheneck († 25. April 1760), eine Tochter des Oberamtmanns zu Miltenberg, Damian Anton Maria von Hoheneck, und in zweiter Ehe Isabella Felicitas Barbara Gräfin von Nesselrode-Ehreshoven (* um 1750; † 19. Oktober 1824), eine Tochter des Grafen Karl Franz von Nesselrode-Ehreshoven, jülich-bergischen Kanzlers und kurpfalzbayerischen Statthalters vom Herzogtum Jülich-Berg, sowie Schwester des Generals Karl Franz Alexander Johann Wilhelm von Nesselrode-Ehreshoven und des Domherrn Johann Franz von Nesselrode-Ehreshoven.
Aus der zweiten Ehe gingen die Kinder Friedrich Karl Franz, Maria Antoinette Eleonore, Elisabeth August Franziska, Ludwig August, Josef Franz Wolfgang († 1787), Maria Anna Antoinette und Friedrich Karl Rudolf hervor.

## Leben
Waldbott von Bassenheim war Herr der reichsunmittelbaren Herrschaften Pyrmont, Olbrück, Königsfeld, Reifenberg, Dettenbach, Herresbach (seit 1767) und Kransberg. Daneben hatte er eine Vielzahl von Ämtern inne. Er war Erbamtmann der Ämter Münster, Kobern und Alken in Kurtrier. Seit dem 6. Oktober 1764 war er Erbritter des Deutschen Ordens und seit dem 11. Juni 1777 Burggraf zu Friedberg. 1788 wurde er wegen Pyrmonts in das Westfälische Grafenkollegium aufgenommen. Er war Großprior im Orden des heiligen Josephs und K.K. geheimer Rat und Kämmer.
1763–1777 war er einer der beiden Präsidenten des Reichskammergerichts (Präsident des katholischen Bekenntnisses).
1801 verlor er Pyrmont und seinen Anteil an Olbrück. Im Rahmen des Reichsdeputationshauptschlusses erhielt er 1803 als Ausgleich die zur Grafschaft erhobene Abtei Heggbach.